# Леди Меченая
Леди Меченая (англ. Lady Bullseye) — персонаж из вселенной Marvel Comics.

## История публикации
Леди Меченая была инспирирована Lady Snowblood (кровь на снегу), японской роковой женщиной.

## Биография
Рождённая в Японии молодая девочка (неизвестно, является ли Маки Мацумото её именем от рождения или псевдонимом), которая в будущем станет Леди Меченая, была в плену у Якудзы, планировавшей продать её и других в сексуальное рабство. Однако, внезапно появился Меченый, который должен был уничтожить бандитов по несвязанному с девочкой заказу. Вид убийцы, легко расправившегося с её мучителями, вдохновил её сбежать и пойти по его стопам.
Годы спустя, находясь на службе Руки, известного клана ниндзя, она прибывает в Нью-Йорк, чтобы забрать власть у лорда Хироси, представителя ордена в городе. Однако, она продемонстрировала небольшую терпимость к ритуалу Руки. Она убивает и возрождает к жизни Белого Тигра и Чёрного Тарантула, чтобы те помогли ей.
В то же время в своем мирном облике она является адвокатом и, прицениваясь к Сорвиголове, помогает родителям психически больной жены Мердока Миллы Донован в получении прав на неё. Когда один из её партнёров обнаруживает это, она убивает его, чтобы воспрепятствовать Руке узнать правду. Хироси утверждает, что всё сделанное ей было согласно его воле. Леди Меченая предложила Сорвиголове лидерство в Руке, от которого тот отказался. Организация перегруппировывается в Испании, готовясь к началу «Плана Б». Там, она находит Амбала, пытавшегося зажить нормальной жизнью, и убивает его новую подругу и её детей, сообщая экс-мафиози, что это — послание для Мэтта Мердока.
Выясняется, что реальной целью Мацумото было захватить лидерство в Руке, то, что ей обещал Владелец союзник Сорвиголовы мастер Изо, который обучал её. Однако, Изо обманул её, и вместо этого намеревался передать Сорвиголове этот пост и преобразовать Руку. Она поклялась убить Изо, что было затруднительно.
Впоследствии, она объединилась с Амбалом против Сорвиголовы, подстрекая конфликт между ним и Норманом Озборном.

## Силы и способности
Леди Меченая не имеет никаких сверхчеловеческих способностей, но она владеет несколькими боевыми искусствами, и показала опыт как в рукопашном бою, так и во владении катаной и сюрикэнами. Было отмечено, что она быстрее Меченого. Однако она слабее его. Она также квалифицирована в юридических делах, будучи адвокатом в своем гражданском облике.